# BEST
Рада студентів технічних університетів Європи (англ. Board of European Students of Technology (BEST)) — неурядова, неполітична, неприбуткова студентська організація. BEST підтримують близько 3,800 волонтерів, які є членами локальних осередків BEST у 95 технічних університетах 32 країн.

## Структура
Структура BEST поділена на три різних рівні: локальний, регіональний та міжнародний. Кожен з 94 локальних осередків (Local BEST Groups або LBGs) представляє організацію місцево в університеті, на базі якого він існує. Для більш ефективної комунікації між LBGs та міжнародним керівництвом BEST 94 осередки поділені на 11 регіонів, що координуються регіональними радниками (Regional Advisers). Міжнародна команда BEST складається з 10 різних департаментів. Уся організація в цілому діє під керівництвом Міжнарожної Ради BEST (International Board).

### Local BEST Groups
Local BEST Group — локальний осередок, об'єднання членів BEST в рамках одного університету. Ці осередки відповідальні за просування та організацію діяльності BEST у своєму університеті.

### Міжнародні департаменти
| Міжнародний департамент            | Опис |
| ---------------------------------- | --- |
| Competitions Department            | Департамент змагань. Метою цього департаменту є забезпечення підтримки та розробка інженерних змагань високого рівня якості (Engineering Competitions) відповідно до потреб BEST.                                                                |
| Corporate Relations Department     | Департамент корпоративних зв'язків. Він підтримує Скарбника в забезпеченні ресурсів для міжнародної діяльності BEST, щоб організація могла досягнути свої цілі.                                                                                  |
| Design Department                  | Департамент дизайну. Цей департамент забезпечує BEST дизайн-матеріалами для того, щоб зберігати та зміцнювати імідж організації. |
| Educational Involvement Department | Департамент освіти. Його призначенням є збільшення обізнаності студентів та їх залучення до питань освіти, систематизування студентського вкладу щодо питань освіти та його розповсюдження серед відповідних зацікавлених сторін у вищій освіті. |
| Grants Department                  | Департамент грантів. Він співпрацює з фінансувальниками, для того щоб збільшити фінансову підтримку BEST за допомогою грантів. |
| IT Department                      | Департамент інформаційних технологій. Він прислухається до ІТ потреб організації та забезпечує технічні ресурси та послуги, щоб підтримати організацію на шляху до своїх цілей.                                                                  |
| Public Relations Department        | Департамент зв'язків із громадськістю. Він контролює, створює та підтримує зовнішній імідж BEST. |
| Training Department                | Департамент тренінгів. Він спрямований на те, щоб члени BEST росли і вносили свій вклад в організацію ефективним способом, що дозволить їй досягти своїх цілей за допомогою встановлення та розвитку системи навчання BEST.                      |
| Vivaldi Department                 | Департамент Вівальді. Завдання цього департаменту — нагляд і підтримка у проведенні заходів BEST, відповідно до правил організації. |
| Data Analysis Department           | Департамент аналізу інформації. Завдання цього департаменту полягає в обробці й аналізу всієї інформації в рамках організації BEST. |

### International Board
| Посада                                          | Ім'я                 |
| ----------------------------------------------- | -------------------- |
| Президент                                       | Кожен рік змінюється |
| Скарбник                                        | Кожен рік змінюється |
| Секретар                                        | Кожен рік змінюється |
| Віце-президент із людських ресурсів             | Кожен рік змінюється |
| Віце-президент по проектам                      | Кожен рік змінюється |
| Віце-президент по сервісам                      | Кожен рік змінюється |
| Віце-президент із підтримки локальних осередків | Кожен рік змінюється |

## Партнерські організації
BEST співпрацює з п'ятьма іншими студентськими організаціями:
- bonding-studenteninitiative e.V.[1] (Німеччина, з 1997 року)
- Canadian Federation of Engineering students,[2], починаючи з 2010
- Association des États Généraux des Étudiants de l'Europe (AEGEE)[3] (з 2010)
- European Students of Industrial Engineering and Management (ESTIEM)[4] (з 2011)

BEST також представляє своїх студентів у деяких тематичних мережах. Наприклад:
- Sputnic[5]
- VM-Base[6]
- TREE[7]
- EIE-Surveyor[8]

BEST є членом деяких організацій, включених до процесу інженерної освіти:
- SEFI,
- IFEES[9]
- FEANI.[10]